# Amblycorypha alexanderi
Amblycorypha alexanderi är en insektsart som beskrevs av Walker, T.J. 2003. Amblycorypha alexanderi ingår i släktet Amblycorypha och familjen vårtbitare. Inga underarter finns listade i Catalogue of Life.